# Batalla de Chinagodrar
La batalla de Chinagodrar ocurrió el 9 de enero de 2020, un gran grupo de militantes del Estado Islámico del Gran Sahara atacó una base militar del Ejército nigerino en Chinagodrar, en la región de Tillabéri, Níger. Atacaron un puesto del ejército en Chinagodrar, al oeste del país, en la región de Tillabéri, a 13 kilómetros (8 millas) de la frontera con Malí, 210 kilómetros (130 millas) al norte de Niamey. Se confirmó que al menos 89 soldados nigerinos murieron en el ataque, y se sospecha que hubo más bajas, lo que lo convierte en el peor ataque contra el ejército desde el inicio de la insurgencia. El gobierno de Níger dijo que 77 militantes fueron asesinados.

## Fondo
Desde 2015, Níger sufre una insurgencia yihadista en la parte occidental del país por parte de militantes basados en el vecino Mali. Este ataque siguió a los ocurridos en Níger los días 10 y 25 de diciembre de 2019.

## Ataque
El ataque de los militantes del Estado Islámico del Gran Sahara (IS-GS) contra el puesto militar se lanzó desde dos direcciones. En el oeste, varios vehículos fuertemente armados llegaron desde Akabar, Malí, mientras que en el este, hombres que viajaban en varias docenas de motocicletas procedían del bosque de Ikrafane, en Níger. Antes del ataque, los militantes del IS-GS habían dejado inoperativa la red GSM después de bombardear la localidad de Dareydey. A pesar del problema de comunicación, los soldados nigerinos pudieron contactar con el apoyo aéreo por radio, que llegó 20 minutos más tarde en forma de un Mirage 2000D francés que derrotó a los militantes del IS-GS en una demostración de fuerza. Después de esto, los drones reaper estadounidenses ejecutaron dos ataques contra los militantes en retirada.
El ataque dejó al menos 89 soldados nigerinos muertos y posiblemente más, ya que algunos fueron enterrados inmediatamente después del ataque en Chinagodrar. También murieron 77 militantes del IS-GS.

## Secuelas
El gobierno nigerino declaró tres días de luto nacional después de la batalla. El presidente nigerino, Mahamadou Issoufou, despidió al general Ahmed Mohamed, jefe del ejército nigerino, y lo reemplazó por el general de división Salifou Modi.
Varios cientos de habitantes de Chinagodrar, en su mayoría antiguos refugiados malienses de la rebelión de 2012, huyeron de la región y se refugiaron en Andéramboukane, Malí.